# Марко Порције Катон Старији
Марко Порције Катон (лат. Marcus Porcius Cato), рођен 239. п. н. е. умро 149. п. н. е., римски државник, познат још и као Цензор или Старији, како би се разликовао од Катона Млађег, свог праунука.
Потиче из старе плебејске породице. Запазио га је Луције Валерије Флак и довео га у Рим, где је прво постао квестор (204. п. н. е.), едил (199. п. н. е.), претор (198. п. н. е.) и конзул (195. п. н. е.).
На самом почетку своје каријере, безуспешно се успротивио Опијевом закону, изгласаном у току Другог пунског рата који је ограничавао луксуз и екстраваганцију код жена. У то доба служио је у Африци, и учествовао је у бици код Заме. Добио је положај на Сардинији где је по први пут показао свој висок смисао за јавни морал, и у Хиспанији, где је гвозденом политиком и на веома суров начин угушио устанке локалних племена, зарадивши тиме тријумф у Риму (194. п. н. е.).

## Живот и политички рад
Као војни трибун борио се у Другом пунском рату, а затим започео политичку каријеру под покровитељством Луција Валерија Флака, који је био импресиониран Катоновим моралним начелима. Као квестор је боравио на Сицилији, а враћајући се одатле на Сардинији је наводно срео песника Енија и повео га са собом у Рим. Дужност претора обављао је 198. године, а дужност конзула 195. године са Валеријем Флаком као колегом. Након конзулата као намесник управљао је провинцијом Хиспанијом, где је постигао војне успехе за које је награђен тријумфом. Током осамдесетих година 2. века п. н. е. Катон је често наступао као огорчени противник породице Сципиона и њихових настојања да оснаже грчки утицај на римску културу. Ипак, према античкој традицији, и сам Катон је на крају научио грчки језик.
На дужност цензора ступио је 184. п. н. е. и ту је дужност обављао са строгошћу која је постала пословична. Настојао је да сузбије грчке утицаје, обнови старинске врлине Римљана и ограничи раскош римских богаташа. Његов идеал био је повратак на предачку једноставност једне мале пољопривредне заједнице. Из сената је истерао седморицу чланова под разним оптужбама за неморалност, те је кроз опорезивање учинио кажњивим стицање таквих луксузних предмета као што су скупа одећа, накит, кола и елегантни робови. У то је доба очито била раширена забринутост због растуће раскоши, како се види по усвајању низа закона који се односе на расипност, а које је подржао Катон. Током тешкоћа Другог пунског рата био је донет Опијев закон (215), који се против финансијске кризе борио забрањивањем жена да носе одређени накит и одећу; касније, када је криза окончана, тај је закон опозван, упркос снажном Катоновом противљењу.
Касније је Катон путовао у Картагину као члан римске делегације и био тако импресиониран обновљеним богатством ове државе да је отада све своје говоре у римском сенату, без обзира на то о чему је говорио, завршавао речима Ceterum censeo Carthaginem esse delendam (= „Што се осталога тиче, сматрам да Картагину треба разорити“). Имао је то задовољство да види покретање Трећег пунског рата 149. године п. н. е., премда само разарање Картагине није доживео.

## Књижевна дела
Катон је за свога сина састављао списе на различите теме. Најважније му је дело било „Почеци“ (Origines). У прве три књиге овог дела Катон излаже стару историју Рима од доласка Енеје у Италију, оснивање града Рима и других италских градова, па одатле делу и тај назив. Касније је Катон додао још четири књиге, у којима је изложио новију историју од пунских ратова до свога времена. Ово нам је дело данас изгубљено, али је значајно јер је представљало прво такво дело на латинском језику, јер је охрабривало историографски рад у Риму и јер је ударило темеље латинском прозном стилу. Катонов је језик архаичан и једноставан, али прецизан и јасан и представља плод великог књижевног труда, сасвим у нескладу с његовом властитом пословицом rem tene, verba sequentur ( (= „држи се теме, а речи ће саме доћи“). У „Почецима“ је напуштен аналистички метод и грађа је распоређена према тематици и догађајима. Мана дела лежи у томе што Катон личности није бележио по њиховим именима, већ по звањима („конзул“, „трибун“ итд.). Изгледа да је фактографска вредност дела била велика: знамо да Катон у своје излагање није уносио измишљене, претпостављене говоре историјских личности, што је била уобичајена пракса код грчких историчара и аналиста, али је зато у дело унео своје говоре које је уистину држао током своје политичке каријере. Премда је био противник грчких утицаја, Катон је за историју многих италских градова морао користити грчке изворе, којима је понекада указивао и превелико поверење.
Друго Катоново дело јесте „О земљорадњи“ (De agricultura), које представља најстарији сачувани споменик латинске књижевне прозе, премда се чини да је до нас дошло у каснијој редакцији при којој су учињене извесне интервенције у језику. У делу се обрађују виноградарство, маслинарство, повртарство и сточарство, с главним циљем да се укаже на то како најлакше зарадити, при чему се савети заснивају на Катоновом властитом искуству и једноставним здраворазумским начелима какав је нпр. Катонон савет да роба треба продати чим остари. Ово је дело значајно јер пружа добар увид у менталитет римске земљопоседничке класе 2. века п. н. е. Мада се заснива на грчким приручницима о вођењу пољопривредних имања, то дело одсликава мишљење једног сенатора из 2. века. Катон је замислио имање средње величине, од 200 југера, на којем се стално налази 11 робова. Као и иначе код Римљана, управљање имањем поверено је једном робу, надзорнику, коме помаже његова жена. Катон је, као и каснији писци пољопривредних приручника Варон и Луције Јуније Колумела, претпоставио економску предност робовске радне снаге, али историчари данас износе сумње да су имања на којима су радили робови заиста била успешнија од малих сеоских поседа. Катонови су робови употребљавали углавном исту технологију као и сељаци, мада је веће имање могло приуштити велику опрему на процесуирање, коју су сељаци морали да деле или је уопште нису имали. Катон не предлаже никакву нову технику управљања: његови су предлози да се зарада максимализује таквим здраворазумским средствима као што је куповина по јефтиној цени и продаја по скупој и као што је савет да робове треба држати заокупљене неким послом током целе године.
Катон је био познат и као добар говорник. Цицерон зна за 150 Катонових говора. Незнатни фрагменти који су нам се сачували одају оштроумље, духовитост, искреност и једноставност. Када се, већ у старости, морао на суду бранити од оптужби које су собом носиле претњу смртне казне, одржао је говор с несмањеном снагом и оштрином, али је био свестан да је тешко уверити судије: „Како је тешко човеку који је свој живот провео у прошлој генерацији да придобије људе који припадају садашњости“. Чини се да је, поред зборника Катонових говора, била објављена и збирка писама упућених сину Марку (Epistulae ad Marcum filium), пуних поука и савета за исправан живот.
Свом сину Марку посветио је Катон и збирку „Правила о честитом животу“ (Carmen de moribus), за коју се не зна да ли је била састављена у прози или у стиховима, јер реч цармен од старине у Риму означава сваку свечану, махом ритмовану формулу. У овим фрагментарно сачуваним максимама „предачки обичаји“ (mos maiorum) били су мера свега што је добро и чега се треба придржавати. Сличним моралистичко-дидактичким циљевима служио је и Катонов спис под називом „Поуке сину Марку“ или „Књиге посвећене сину Марку“ (Praecepta ad Marcum filium или Libri ad Marcum filium). Дело је имало енциклопедијски карактер и обрађивало је теме из земљорадње, медицине, реторике итд., све са циљем да Катонов син добије старинско, римско образовање, ослобођено грчких утицаја, тако да се посезање за грчким ауторима учини излишним.
„Катонове изреке“ (Dicta Catonis) представљају збирку кратких и језгровитих моралних поука, делом у прози, а већином у стиховима, која је била изузетно популаран уџбеник током средњег века па је као таква и преведена је на неколико европских језика. Ова збирка, међутим, не потиче од самога Катона, иако знамо да је и он сам саставио једну сличну збирку, данас изгубљену, под насловом „Изреке“ (Apophthegmata).